# 813 (фільм, 1920)
«813» — американський детектив режисера Чарльза Крісті 1920 року.

## Сюжет
Роберт Каслбек володіє секретними паперами, які можуть привести до влади певного принца на умовах, що зроблять Каслбека панівною силою в Європі. Про прагнення Каслбека до влади дізнається майстерний шахрай Арсен Люпін і в інтересах Франції починає пошуки цих планів. Водночас німецькі агенти шукають ті самі папери. Коли Каслбека знаходять вбитим у своїх апартаментах з прикріпленою до грудей візитною карткою Люпена, підозра падає на головного шахрая. Після вбивства Каслбека знаходять мертвими його секретарку та портьє готелю. Таємничими посланнями Люпен інформує громадськість, що він не причетний до злочинів, хоча влада вважає його винним. Після цього Люпен вирішує сам розгадати цю таємницю. Видаючи себе за служителя закону та успішно ухиляючись від ворогів, він допомагає поліції зловити справжнього злочинця, а після того, як його ім'я стає відомим, вислизає з розставлених для нього тенет.

## У ролях
- Веджвуд Ноуелл — Арсен Люпін
- Ральф Льюїс — Роберт Каслбек
- Воллес Бірі — майор Пербурі / Рібейра
- Дж. П. Локлі — Формері
- Вільям В. Монг — Чапмен
- Колін Кенні — Жерар Бопре
- Мілтон Росс — Гюрел
- Торнтон Едвардс — Доудвіль
- Фред Блум — префект поліції
- Марк Фентон — Марко
- Лора Ла Плент